# John Wilkinson (przemysłowiec)
John „Iron-Mad” Wilkinson (ur. 1728, zm. 1808) – brytyjski przemysłowiec, pionier stosowania żeliwa.

## Życiorys
Wilkinson urodził się w Little Clifton w Cumberland. Jego ojciec, Isaac, był ślusarzem i wynalazcą. W 1748 roku Wilkinson zebrał dość pieniędzy, by zbudować swój pierwszy wielki piec w Bradley, niedaleko Wolverhampton. Przedsięwzięcie było na tyle zyskowne, że w 1772 roku Wilkinson kupił dwór i majątek Bradley. Na początku lat 1760-tych John i jego brat William odziedziczyli po ojcu hutę w Bersham w północnej Walii i założyli New Bersham Company, które szybko zaczęły przodować w świecie w dziedzinie technologii obróbki żelaza. Wilkinson współpracował z Jamesem Wattem w produkcji silników parowych. Wilkinson miał również duży wpływ na projektowanie armat, w latach 1774–1775 wynalazł metodę nawiercania, która pozwoliła produkować bezpieczniejsze w obsłudze i bardziej celne armaty. Był głównym inicjatorem budowy w 1779 roku pierwszego w świecie żelaznego mostu, położonego na rzece Severn w Coalbrookdale (Iron Bridge). W 1787 roku Wilkinson wprowadził na rynek pierwszy statek z metalu. Pod koniec lat 1790-tych opłacił żelazną ambonę i inne wyposażenie w kaplicy metodystów w Bradley.
Wilkinson zmarł w 1808 roku jako zamożny człowiek, został pochowany w trumnie z żelaza.